# Cylindrocarpon macroconidialis
Cylindrocarpon macroconidialis är en svampart som beskrevs av Brayford & Samuels 1990. Cylindrocarpon macroconidialis ingår i släktet Cylindrocarpon och familjen Nectriaceae.   Inga underarter finns listade i Catalogue of Life.